# Lichenochora aprica
Lichenochora aprica is een korstmosparasiet en behoort tot de orde Phyllachorales. Het komt voor op het zeedambordje Circinaria leprosescens.

## Verspreiding
Lichenochora aprica is een Europese soort.In Nederland komt het zeer zeldzaam voor.